# Biserica Yemrehanna Krestos
Biserica Yemrehanna Krestos este o biserică orientală etiopiană aflată în interiorul unei peșteri de la poalele muntelui Abuna Yosef. A fost fondată de regele Yemrehanna Krestos din Dinastia Zagwe (domnind între 1132-1172), de la care își trage și numele.